# 最高裁判所事務総長
最高裁判所事務総長（さいこうさいばんしょじむそうちょう）は、裁判所法第53条に基づいて最高裁判所に置かれる裁判所職員で、最高裁判所の事務方の長。定員は1名。最高裁判所長官の監督の下で、最高裁判所事務総局の事務を掌理する。

## 概要
最高裁判所事務総長は、裁判所に勤務する特別職の国家公務員である裁判所職員のうちの、裁判官以外の職員の一種である。1947年（昭和22年）施行の裁判所法に基づき、裁判所の司法行政権が司法省から分離されて最高裁判所に移された際、その庶務を行わせるために事務局（翌1948年に事務総局と改称）が設置されたのに伴い、事務局の事務を掌理する職として置かれた。
任命は、最高裁判所によって行われる。事務総長は裁判官以外の裁判所職員であり、裁判官以外の裁判所職員の中で最高位である。ただし、裁判所事務官出身者からこの職に達した例はなく、職業裁判官（キャリア裁判官）が任命されている。事務総長に任命される裁判官は、おおむねが判事補として任官した後、裁判の実務だけでなく最高裁判所事務総局の局付、課長、局長などの司法行政上の役職を豊富に経験してきた判事（こうした裁判官はしばしば「司法官僚」と呼ばれる）である。ただし事務総長は、裁判官以外の裁判所職員の官職であるので、最高裁判所事務総長に就任した判事は、この職にある間、裁判官の身分を一時的に離れることになる。
裁判所法第53条第2項は、「最高裁判所事務総長は、最高裁判所長官の監督を受けて、最高裁判所の事務総局の事務を掌理し、事務総局の職員を指揮監督する」としている。最高裁判所事務総局は、最高裁判所の裁判官会議によって行使される司法行政権を補佐する機関とされており、事務総長はこれを統括する。事務総長は最高裁の司法行政意思決定機関である最高裁裁判官会議に陪席する。通例の最高裁裁判官会議の前日には最高裁事務総局の各局長や秘書課長が出席する最高裁事務総局会議について事務総長が主宰し、司法行政上の案件をまとめている。新藤宗幸は最高裁判所事務総長について「影の最高裁長官」「司法行政上の最高実力者」と表現している。法務省の審議会である検察官・公証人特別任用等審査会のメンバーである。
事務総長は職業裁判官の出世コースにおける通過ポストであり、事務総長を一定の期間勤め上げた者は、ほとんどの場合高等裁判所長官（副大臣級待遇）に任命され、過去に事務総長を務めた者は、4人（愛知大学教授から事務総長に指名された初代の本間喜一と裁判官から指名された安村和雄、勝見嘉美、川崎義徳）を除き最高裁判所裁判官（長官以外の最高裁判事の場合は国務大臣級待遇）に達している。事務総長経験者の最高裁判事は、事務総長と連携を取りながら最高裁裁判官会議に提出される重要案件について職業裁判官出身ではない判事に事情の説明を行っているといわれる。
また、さらに最高裁判所長官（内閣総理大臣級待遇）に達する者も何人か出ている。最高裁判所が発足した1947年から現在までに在職した21人の最高裁長官のうち、9人が最高裁判所事務総長経験者である。
なお、最高裁判所事務総長の待遇は、下記の職と同等である（指定職8号俸）。
- 行政庁における事務方の長である、各府省の事務次官[5]、警察庁・金融庁・消費者庁の長官[5]、会計検査院・人事院の事務総長[6]
- 内閣法制次長[5]、宮内庁次長[5]
- 陸海空自衛隊の自衛官の最高位者である、統合幕僚長[7]

## 歴代事務総長
| 氏名         | 在任期間                                               | 前職                                                                                         | 後職                                         | 修習期   |
| ------------ | ------------------------------------------------------ | -------------------------------------------------------------------------------------------- | -------------------------------------------- | -------- |
| 本間喜一     | 1947年（昭和22年）8月12日 - 1950年（昭和25年）6月23日  | 愛知大学理事兼教授                                                                           | 退官、愛知大学学長兼理事長                   |          |
| 五鬼上堅磐   | 1950年（昭和25年）6月23日 - 1958年（昭和33年）3月25日  | 最高裁判所事務次長                                                                           | 名古屋高等裁判所長官                         |          |
| 横田正俊     | 1958年（昭和33年）3月25日 - 1960年（昭和35年）5月17日  | 公正取引委員会委員長                                                                         | 東京高等裁判所長官                           |          |
| 石田和外     | 1960年（昭和35年）5月17日 - 1962年（昭和37年）3月13日  | 東京地方裁判所長                                                                             | 東京高等裁判所長官                           |          |
| 下村三郎     | 1962年（昭和37年）3月15日 - 1963年（昭和38年）6月26日  | 東京高等裁判所判事部総括                                                                     | 仙台高等裁判所長官                           |          |
| （岸上康夫） | 1963年（昭和38年）6月26日 - 1963年（昭和38年）7月31日  | （最高裁判所事務総局事務次長による事務代理）                                                 | （最高裁判所事務総局事務次長による事務代理） |          |
| 関根小郷     | 1963年（昭和38年）7月31日 - 1965年（昭和40年）6月15日  | 横浜地方裁判所長                                                                             | 福岡高等裁判所長官                           |          |
| （岸盛一）   | 1965年（昭和40年）6月16日 - 1965年（昭和40年）6月18日  | （最高裁判所事務総局事務次長による事務代理）                                                 | （最高裁判所事務総局事務次長による事務代理） |          |
| 岸盛一       | 1965年（昭和40年）6月18日 - 1970年（昭和45年）7月18日  | 最高裁判所事務総局事務次長                                                                   | 東京高等裁判所長官                           |          |
| 吉田豊       | 1970年（昭和45年）7月18日 - 1973年（昭和48年）2月24日  | 最高裁判所事務総局事務次長                                                                   | 大阪高等裁判所長官                           |          |
| 安村和雄     | 1973年（昭和48年）2月24日 - 1974年（昭和49年）12月19日 | 東京地方裁判所長                                                                             | 東京高等裁判所長官                           |          |
| 寺田治郎     | 1974年（昭和49年）12月19日 - 1977年（昭和52年）11月7日 | 東京高等裁判所判事部総括                                                                     | 名古屋高等裁判所長官                         |          |
| 牧圭次       | 1977年（昭和52年）11月7日 - 1980年（昭和55年）3月22日  | 東京高等裁判所判事部総括                                                                     | 福岡高等裁判所長官                           |          |
| 矢口洪一     | 1980年（昭和55年）3月22日 - 1982年（昭和57年）11月22日 | 東京家庭裁判所長                                                                             | 東京高等裁判所長官                           | 高輪 1期 |
| 勝見嘉美     | 1982年（昭和57年）11月22日 - 1986年（昭和61年）1月17日 | 千葉地方裁判所長                                                                             | 名古屋高等裁判所長官                         | 3期      |
| 草場良八     | 1986年（昭和61年）1月17日 - 1988年（昭和63年）2月15日  | 東京高等裁判所判事部総括                                                                     | 東京高等裁判所長官                           | 3期      |
| 大西勝也     | 1988年（昭和63年）2月15日 - 1989年（平成元年）11月27日 | 東京高等裁判所判事部総括                                                                     | 東京高等裁判所長官                           | 5期      |
| 川崎義徳     | 1989年（平成元年）11月27日 - 1992年（平成4年）2月13日  | 千葉地方裁判所長                                                                             | 大阪高等裁判所長官                           | 8期      |
| 千種秀夫     | 1992年（平成4年）2月13日 - 1993年（平成5年）9月13日    | 法務省大臣官房参事官、法務大臣官房司法法制調査部長、法務省民事局長、東京高等裁判所判事部総括 | 最高裁判所判事                               | 7期      |
| 金谷利廣     | 1993年（平成5年）9月13日 - 1996年（平成8年）11月29日   | 刑事上席調査官、総務局長、奈良地方裁判所長兼奈良家庭裁判所長                                 | 東京高等裁判所長官                           | 12期     |
| 泉徳治       | 1996年（平成8年）11月29日 - 2000年（平成12年）3月22日  | 最高裁調査官、秘書課長・広報課長、民事局長・行政局長、人事局長、事務次長、浦和地方裁判所長   | 東京高等裁判所長官                           | 15期     |
| 堀籠幸男     | 2000年（平成12年）3月22日 - 2002年（平成14年）11月7日  | 人事局長、事務次長、総務局長、東京地裁判事                                                   | 大阪高等裁判所長官                           | 19期     |
| 竹﨑博允     | 2002年（平成14年）11月7日 - 2006年（平成18年）6月26日  | 経理局長、事務次長、東京地裁判事                                                             | 名古屋高等裁判所長官                         | 21期     |
| 大谷剛彦     | 2006年（平成18年）6月26日 - 2009年（平成21年）1月26日  | 東京高裁事務局長、最高裁経理局長、事務次長                                                   | 大阪高等裁判所長官                           | 24期     |
| 山崎敏充     | 2009年（平成21年）1月26日 - 2012年（平成24年）3月26日  | 人事局任用課長・人事局調査課長、秘書課長・広報課長、人事局長、事務次長、千葉地方裁判所長     | 名古屋高等裁判所長官                         | 27期     |
| 大谷直人     | 2012年（平成24年）3月27日 - 2014年（平成26年）7月17日  | 秘書課長・広報課長、刑事局長・図書館長、人事局長、静岡地方裁判所長                           | 大阪高等裁判所長官                           | 29期     |
| 戸倉三郎     | 2014年（平成26年）7月18日 - 2016年（平成28年）4月6日   | 総務局長、さいたま地方裁判所長                                                               | 東京高等裁判所長官                           | 34期     |
| 今崎幸彦     | 2016年（平成28年）4月7日 - 2019年（令和元年）9月1日    | 秘書課長・広報課長、刑事局長、図書館長、水戸地方裁判所長                                     | 東京高等裁判所長官                           | 35期     |
| 中村慎       | 2019年（令和元年）9月2日 - 2022年（令和4年）6月23日    | 秘書課長・広報課長、総務局長、水戸地方裁判所長                                               | 東京高等裁判所長官                           | 40期     |
| 堀田眞哉     | 2022年（令和4年）6月24日 - 2024年（令和6年）9月10日    | 秘書課長・広報課長、人事局長、千葉地方裁判所長                                               | 東京高等裁判所長官                           | 41期     |
| 氏本厚司     | 2024年（令和6年）9月11日 - 現職                        | 秘書課長・広報課長、経理局長、甲府地方裁判所長                                               |                                              | 45期     |